# Aperibé
Aperibé é um município brasileiro situado no norte do estado do Rio de Janeiro.

## Etimologia
O nome "Aperibé" vem de Ape Ribe, que, em tupi, significa "calmo, tranquilo".

## Geografia
Possui uma área de 94,542 km². As peculiaridades do relevo e da hidrografia do município são, respectivamente: os alinhamentos de cristas do Paraíba do Sul, a depressão (vale) do médio Paraíba, as planícies aluviais dos rios Pomba e Paraíba do Sul, o desaguamento do rio Pomba no rio Paraíba do Sul.
É cortada pela Linha Campos a Miracema da antiga Estrada de Ferro Leopoldina, atualmente concedida à Ferrovia Centro Atlântica para o transporte de cargas.

## Organização Político-Administrativa
Sendo um município do Brasil, Aperibé é administrada por dois poderes, o executivo e o legislativo, independentes e harmônicos entre si. O primeiro é representado pelo prefeito, auxiliado pelo seu gabinete de secretários e eleito pelo voto popular para um mandato de quatro anos, sendo permitida uma única reeleição para mais um mandato consecutivo, enquanto que o segundo é representado pela Câmara Municipal de Aperibé, órgão colegiado de representação dos munícipes que é composto por 9 vereadores também eleitos por sufrágio universal.
As atuais autoridades que ocupam cargos da organização político-administrativa de Aperibé são as seguintes (data: 1º de janeiro de 2025):
- Prefeito: Ronald de Cássio Daibes Moreira - UNIÃO [9]
- Vice-prefeito: Guilherme Bastos Braz Peres - PSD [9]
- Presidente da Câmara: Pedro Paulo Ferreira Pena - UNIÃO [9]